# Wasilij Riazanow
Wasilij Gieorgijewicz Riazanow (ros. Василий Георгиевич Рязанов, ur. 12 stycznia?/25 stycznia 1901 we wsi Bolszoje Kozino w obwodzie niżnonowogrodzkim, zm. 8 lipca 1951 w Kijowie) – radziecki lotnik wojskowy, generał porucznik lotnictwa, dwukrotny Bohater Związku Radzieckiego (1944 i 1945).

## Życiorys
Do 1916 skończył 4 klasy szkoły w Bałachnie, później pracował na poczcie, potem w fabryce, następnie jako instruktor w powiatowym oddziale edukacji narodowej. Od maja 1920 służył w Armii Czerwonej, początkowo jako lektor-agitator w gubernialnym komisariacie wojskowym w Niżnym Nowogrodzie, 1922 skończył fakultet robotniczy (rabfak) przy Moskiewskim Uniwersytecie Państwowym, a w 1924 Uniwersytet Komunistyczny im. Jakowa Swierdłowa, był instruktorem wydziału politycznego dywizji piechoty w Moskiewskim Okręgu Wojskowym. W 1926 ukończył wojskową szkołę lotników w Borisoglebsku, a w 1927 wyższą szkołę lotniczą w Sierpuchowie, pracował w wojskowych szkołach lotników w Leningradzie (1927-1928), Orenburgu (1928-1929), 1929-1930 ponownie w Leningradzie, 1930-1931 w Odessie, a 1931-1933 w Moskwie, w 1930 ukończył kursy doskonalenia kadry dowódczej przy Akademii Wojskowo-Powietrznej im. Żukowskiego, a w 1935 jej Wydział Operacyjny. Był dowódcą brygady lotniczej Akademii Wojskowo-Powietrznej im. Żukowskiego, a 1936-1938 dowódcą 44 brygady lotniczej w Syberyjskim Okręgu Wojskowym, w kwietniu 1938 w ramach czystek został zwolniony z armii, we wrześniu 1939 przywrócony do służby. Wykładał w Akademii Wojskowo-Powietrznej im. Żukowskiego, 1939-1940 uczestniczył w wojnie z Finlandią, w marcu 1940 został wykładowcą taktyki Sił Wojskowo-Powietrznych, potem szefem oddziału akademii wojskowo-powietrznej w Monino, po ataku Niemiec na ZSRR brał udział w walkach, od czerwca do sierpnia 1941 jako zastępca dowódcy Sił Wojskowo-Powietrznych 5 Armii Frontu Południowo-Zachodniego. Od sierpnia do grudnia 1941 był szefem grupy kontroli Zarządu Sił Wojskowo-Powietrznych Frontu Południowo-Zachodniego, od grudnia 1941 do marca 1942 dowódcą 76 Mieszanej Dywizji Lotniczej Frontu Południowego, od kwietnia do lipca 1942 dowódcą lotniczej grupy manewrowej Frontu Południowo-Zachodniego, w lipcu 1942 dowódcą 2 Niszczycielskiej Brygady Lotniczej. Uczestniczył w walkach obronnych na Ukrainie i w bitwie pod Stalingradem, 27 marca 1942 został generałem majorem lotnictwa, od września 1942 dowodził 1 Szturmowym Korpusem Lotniczym, 17 marca 1943 otrzymał stopień generała porucznika lotnictwa, walczył na Froncie Kalinińskim, Północno-Zachodnim, Woroneskim, Stepowym i 2 Ukraińskim. Po wojnie dowodził korpusem lotniczym w Centralnej Grupie Wojsk w Austrii, od lutego 1947 do kwietnia 1949 dowodził 14 Armią Powietrzną w Karpackim Okręgu Wojskowym, następnie 69 Armią Powietrzną w Kijowskim Okręgu Wojskowym. Był zastępcą członka KC KP(b)U i deputowanym do Rady Najwyższej Ukraińskiej SRR.

## Odznaczenia
- Złota Gwiazda Bohatera Związku Radzieckiego (dwukrotnie - 22 lutego 1944[1] i 2 czerwca 1945)
- Order Lenina (dwukrotnie - 22 lutego 1944 i 2 czerwca 1945)
- Order Czerwonego Sztandaru (trzykrotnie - 1943, 3 listopada 1944 i 15 listopada 1950)
- Order Bohdana Chmielnickiego I klasy (1944)
- Order Suworowa II klasy (27 sierpnia 1943)
- Order Czerwonej Gwiazdy (29 grudnia 1941)

I medale ZSRR oraz odznaczenia zagraniczne.